# EFCAB8
EFCAB8 (англ. EF-hand calcium binding domain 8) – білок, який кодується однойменним геном, розташованим у людей на довгому плечі 20-ї хромосоми. Довжина поліпептидного ланцюга білка становить 144 амінокислот, а молекулярна маса — 16 428.
| 10         |  | 20         |  | 30         |  | 40         |  | 50         |
| ---------- |  | ---------- |  | ---------- |  | ---------- |  | ---------- |
| MSSEDLAEIP |  | QLQKLSIPHG |  | FQNKEAASSP |  | TPSITLSQVP |  | DLQPGSQLFT |
| EIHLAKIEKM |  | FEEDINSTGA |  | LGMDAFIKAM |  | KKVLSSVSDE |  | MLKELFLKVD |
| SDCEGFVTWQ |  | KYVDYMMREF |  | QGKEDMRKSQ |  | YRLHFYLPMT |  | VVPL       |

A: Аланін

C: Цистеїн

D: Аспарагінова кислота

E: Глутамінова кислота

F: Фенілаланін

G: Гліцин

H: Гістидин

I: Ізолейцин

K: Лізин

L: Лейцин

M: Метіонін

N: Аспарагін

P: Пролін

Q: Глутамін

R: Аргінін

S: Серин

T: Треонін

V: Валін

W: Триптофан